# 山本大介 (お笑い芸人)
ずばり!タコ介（ずばり!たこすけ、本名：山本 大介（やまもと だいすけ）、1975年4月18日 - ）は、吉本興業のお笑い芸人。徳島県鳴門市出身。大阪NSC18期生。

## 略歴
吉本興業大阪本社で漫才コンビ・四次元ナイフとして活動、解散後は帰郷しピン芸人として徳島県で活躍中。芸能活動は、独自にプロデュースをしながらテレビやラジオ、お笑いイベントなどに出演している。執筆活動や歌手活動なども行っており、「タコタコスマイル」という曲の作詞なども手掛けている。

## 経歴
かつて実家は「HOTELシャンソン」というラブホテルを営んでいた。
大阪NSCに18期生として入学後、山内祥聖と漫才コンビ「四次元ナイフ」を1997年に結成。ボケ担当で2011年まで活動していた。ハゲ頭が特徴。
M-1グランプリ準決勝進出コンビである。またコンビ結成中もピンとして活動、2011年にR-1ぐらんぷり準決勝まで進出（経理のや～もっさんとして）。
2011年9月にコンビ解散後、徳島県に帰郷。2011年12月より徳島市内にオープンした豆腐店「太子屋」住吉店の店長で働いていたが、2012年7月より鳴門市内のうどん店「山本製麺」で働いている。
コンビの解散後もヨシモト*chatterbox!、5upよしもとのライブ、先輩芸人のイベントなどにピンで出演している。
りあるキッズのラジオに出演の際リスナーからピン芸名を募られ「アポ山泡介」という芸名でピンの活動をすることを約束させられる。すぐやめる。
兵動大樹（矢野・兵動）、白川悟実（テンダラー）、岩橋良昌（プラスマイナス）、陣内智則、東野幸治などによく遊んでもらっていたらしい。
趣味は散歩、ホームページ作成。現在「鳴潮連」（めいちょうれん）という阿波おどりの団体に所属している。
現在はずばり!タコ介という芸名で活動中。（リスナーからチョコ介、チェコ介、ペコ介、氷室タコ介など名前でいじられる事もある。）
2015年4月から、よしもと鳴門市文化会館の劇場を起点に鳴門市文化会館の専属芸人をやっている。2019年6月、自らの意思により鳴門市文化会館の専属芸人を辞める。
2015年12月からJRTえんやこらワイド木曜日にレギュラー出演。パーソナリティの遠藤貴巳とは、息が合い共に赤飯には胡麻砂糖をかける。早朝に店で麺を造ってから入局し番組が終わると店へ仕込みに帰る。風貌が怪しいのか四国放送の受付でスタジオに電話確認されている。
2016年4月からJRTラジオ大福金曜日にレギュラー出演。小玉晋平と二人で番組を担当。
2018年元旦からJRTラジオ大福月曜日レギュラーに出演。MCが保岡栄二に代わる。
2016年4月からタウン情報誌、Living鳴門に毎月コラム(ずばり！タコ介の湯がいて食べて！)を掲載している。
2016年10月から徳島県のほっともっとPR大使に就任。
2017年1月から四国放送ゴジカル!の月曜日レギュラーとなる。
2017年2月、徳島ヴォルティスがよしもとクリエイティブ・エージェンシーと提携してヴォルティスのホームゲーム開催時にスタジアム会場外で実施する「よしもと×ヴォルタくんステージ」のステージ盛り上げ隊長となることが発表された
ものの、2017年をもって盛り上げ隊長は契約満了となった。（J1昇格を逃した原因で。）
2019年5月から9月まで四国放送ゴジカル!の出演が金曜日の大喜利のコーナーへ移行。2019年11月からは各曜日に不定期で主演。
2019年6月からは「うどん屋芸人」として活動しているが、ほとんどお店にはいない。
2020年3月、番組のロケで徳島市に来ていた千鳥 (お笑いコンビ)に天才と言われたことが徳島新聞に載り、少しの間話題になる。また千鳥２人にツッコむシーンのほうが多かったことから、徳島ではボケ芸人からツッコミ芸人と言われるようになる。
2021年8月から自身のレギュラー番組JRTラジオ大福月曜日にて、三題噺のコーナー（タコちゃんのホップステップ三題噺）が始まる。生放送の即興落語としては凄いと地域を騒がせるも、
2022年8月、ラジオ大福木曜日の準レギュラー、桂和歌ぽんにパクられ終わる（和歌ぽんの今日も元気にお題をもらって即落語）落語家、桂和歌ぽんは吉本の後輩。
2022年5月、保岡栄二と漫才コンビを組む。コンビ名は一般募集でマクドキッスに決まる。生放送や公開イベントなどに出演。ツカミは二人が帽子を取って「和尚がツー！」コンビ名の由来はタコ介が嫁と初キスした場所から。
2022年9月、番組内で世間をずばずばディスる、ラップのコーナー（タコタコラップ）が立ち上げ当初から保岡栄二にハマるも、保岡の定年とともに終わる
2022年10月からレギュラー番組ラジオ大福月曜日のＭＣが森本真司に代わる。これを機にアナウンサーとお笑い芸人のコンビ「そば米雑炊」を結成。全て阿波弁のコントのコーナー（ずばりタコ介のぶっとびコント）が始まる。毎週５分ほどの新ネタコントを生放送で披露し、Ｘにて投票を行っている。またコントの部分のみを四国放送のポッドキャストにてアップしている。
2024年11月、１００本目のコント達成

## エピソード
ずばり!タコ介という芸名は、鳴門市文化会館の館長が付けた名前である。
瞬発力と見た目で付けられたので本人は最初嫌だったらしいが、「ずばり!タコ介か頭蓋骨丸出しかどっちかにしろ!」と言われ、まだマシなほうを選らんだらしい。
現在の館長はかつての吉本福岡事務所長であり博多華丸・大吉も過去にこの館長が付けた芸名である。
鳴門市内で専属芸人となり、すぐに劇場や漫談の出番を入れてもらえることになったのだが、理由はこの町に芸人が自分しかいないからであった。
2016年3月まで、毎月最終土曜日に鳴門市の商店街である大道銀天街「つくし」でキャンタコLIVEというお笑いライブをやっていた。
前列のファン数人がいつもハゲズラを被ってきており、初めて来るお客さんがそれを見て困惑するらしい。またファンは全て七十前後のお婆ちゃんである。
ゲストにガリガリガリクソンが来たときお客さんが満員を超えてしまい、こんな位置から見えるのか？というくらいの角度まで椅子を敷き詰めた。
あまりの人気に、ガリクソンがヘソにマジックを刺して書いたサインを客が奪い合いになった。
2016年5月からは東新町商店街の「フクタレコード」でキャンタコLIVEをやっている。
鳴門市文化会館で開催しているお客さん参加型新喜劇ではなぜかハゲた人が集まってくる。
MBSラジオこんちわコンちゃんお昼ですょ!で水曜日のテンダラーの週に生放送で名前をあげられ、実家のうどん屋で働いていたパートさん達が聴いており一目置かれるようになる。
のちに、コンちゃんTシャツを着てブログに載せている。
鳴門競艇場の中に舞台があり、出番で行くたび関係者になるちゃん(BOAT RACE鳴門のゆるキャラ)に間違えられる。
徳島県在住だが、あなたの街に住みますプロジェクトによる「住みます芸人」ではなく、オファーは来ているが不参加を表明し、これまでに４回断っている（2019年12月現在）。よってマネージメント、スケジュール管理、仕事依頼の窓口なども地域に配置された社員（株式会社よしもとエリアアクション）ではなく、離れた本社（吉本興業ホールディングス）が行っているという稀有な存在である。エージェント契約はしていない。徳島ロコスタである。

## 事件
朝日放送『探偵!ナイトスクープ』に探偵としてレギュラー出演していたが、1999年4月に長野市内で収録中にディレクターから暴行を受け眼球の下の頭蓋骨を折る重傷を負った。（FRIDAY (雑誌)）

## 出演番組
- 探偵!ナイトスクープ（朝日放送）
- 美女裁判〜恋愛裁判員制度〜（朝日放送）
- エンタの天使（日本テレビ系、第9回）-キャッチコピーは「自己啓髪ラッパー」(「経理のや～もっさん」名義)
- めちゃ×2イケてるッ!（フジテレビ）-岡村軍団として
- ぽじポジたまご（KBS京都テレビ）
- クイズ!紳助くん（朝日放送）
- 爆笑オンエアバトル（NHK総合）
- 千鳥のぼっけぇTV!（GAORA）
- えんやこらワイド（四国放送）
- ラジオ大福（四国放送）
- ゴジカル!（四国放送）
- 千鳥のロコスタ（GYAO!）